# 葉婉彤
葉婉彤（Ip Yuen Tung，1991年9月20日—），生於香港，香港女子足球員，司職中堅，現時效力香港女子足球聯賽球隊和富社企。

## 球會生涯
葉婉彤生於香港，妹妹葉婉汶同樣為香港女子代表隊成員，在小一體育課時初認識足球，由於媽媽知道兩姊妹都喜歡運動，便決意為她們選一間以體育見稱的賽馬會體藝中學，加上學校有女子足球隊，入讀後便順理成章正式加入女子足球隊，真正首次接觸足球訓練，在中三時與妹妹葉婉汶一起參加賽馬會青少年足球發展計劃，大學畢業後才正式獲選為香港隊代表，2016年更成為「賽馬會青少年足球發展計劃－暑期推廣」足球大使。

## 國際賽生涯
於2006年始代表香港參加城運會，在2016年11月8日香港舉行的2017年東亞盃外圍賽第二圈，對中華台北一役是兩姊妹第一次正式國際賽同時正選，不過最後兩人竟一同抽筋而需先後換出。

## 外部連結
- 香港足球總會網頁球員註冊資料 （页面存档备份，存于）